# Kolbenhirse
Die Kolbenhirse (Setaria italica), auch Borstenhirse genannt, ist eine Hirseart aus der Gattung Borstenhirsen (Setaria) innerhalb der Familie der Süßgräser (Poaceae), die vornehmlich in Asien angebaut wird.

## Beschreibung

### Vegetative Merkmale
Die Kolbenhirse ist eine einjährige Pflanze (Therophyt) und erreicht Wuchshöhen von 60 bis 120 (selten bis 150) Zentimetern. Die aufrechten Halme besitzen einen Durchmesser von 4 bis 8 (selten bis 10) Millimeter und sind unterhalb des Blütenstandes behaart. Die sechs bis zwölf Knoten des Halmes sind kahl oder es sind die untersten behaart. Der Halm ist bis oben beblättert.
Die Blattscheiden sind am Rand dicht behaart, oft auch am Rücken. Die Ligula trägt rund 2 Millimeter lange Wimpern. Die Blattspreite ist 10 bis 50 Zentimeter lang und ein bis drei Zentimeter breit. Sie ist beiderseits rau, die Oberseite ist zerstreut mit kurzen Haaren besetzt. Der Blattrand trägt Stachelhaare.

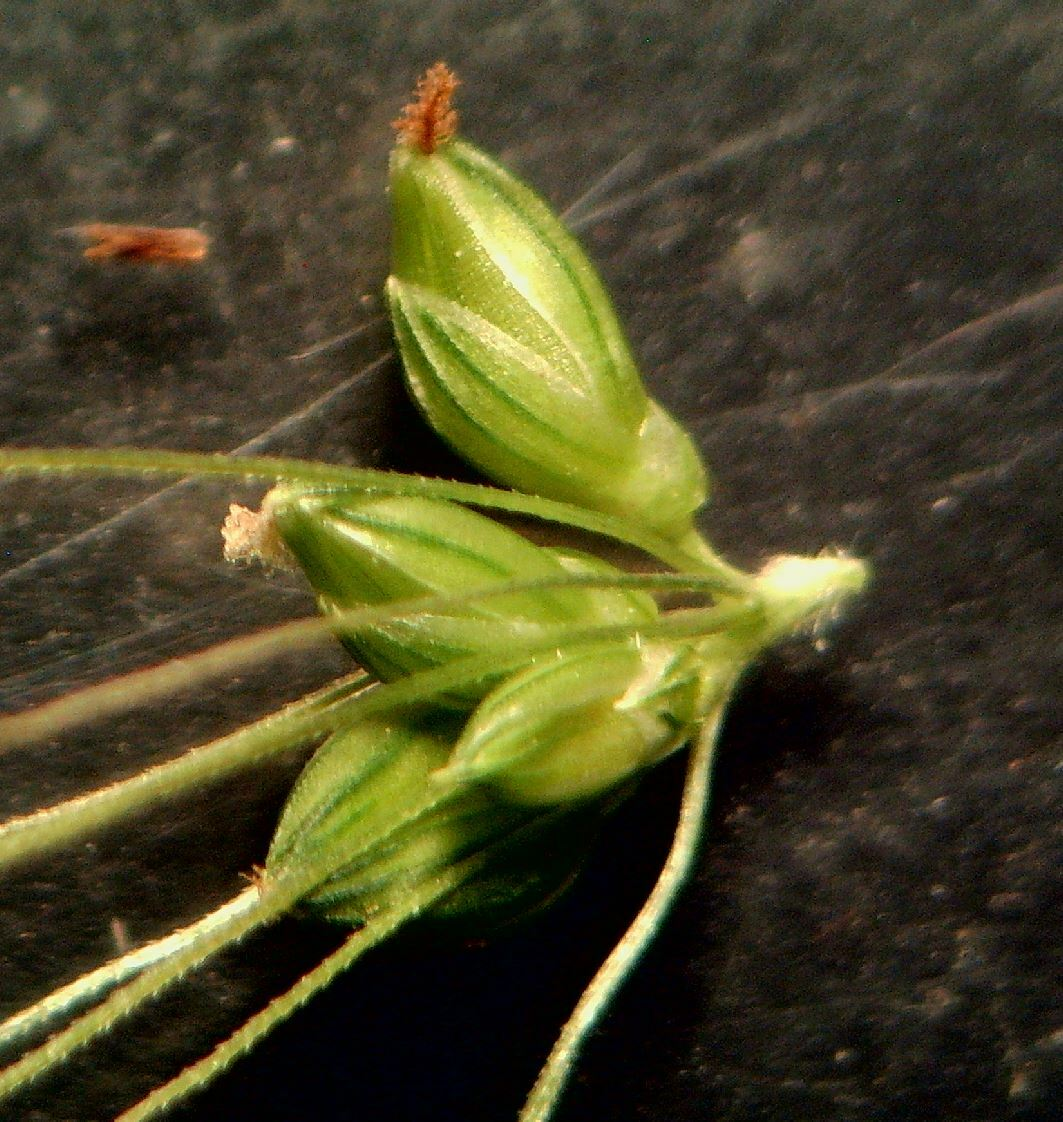
Ährchen der Kolbenhirse

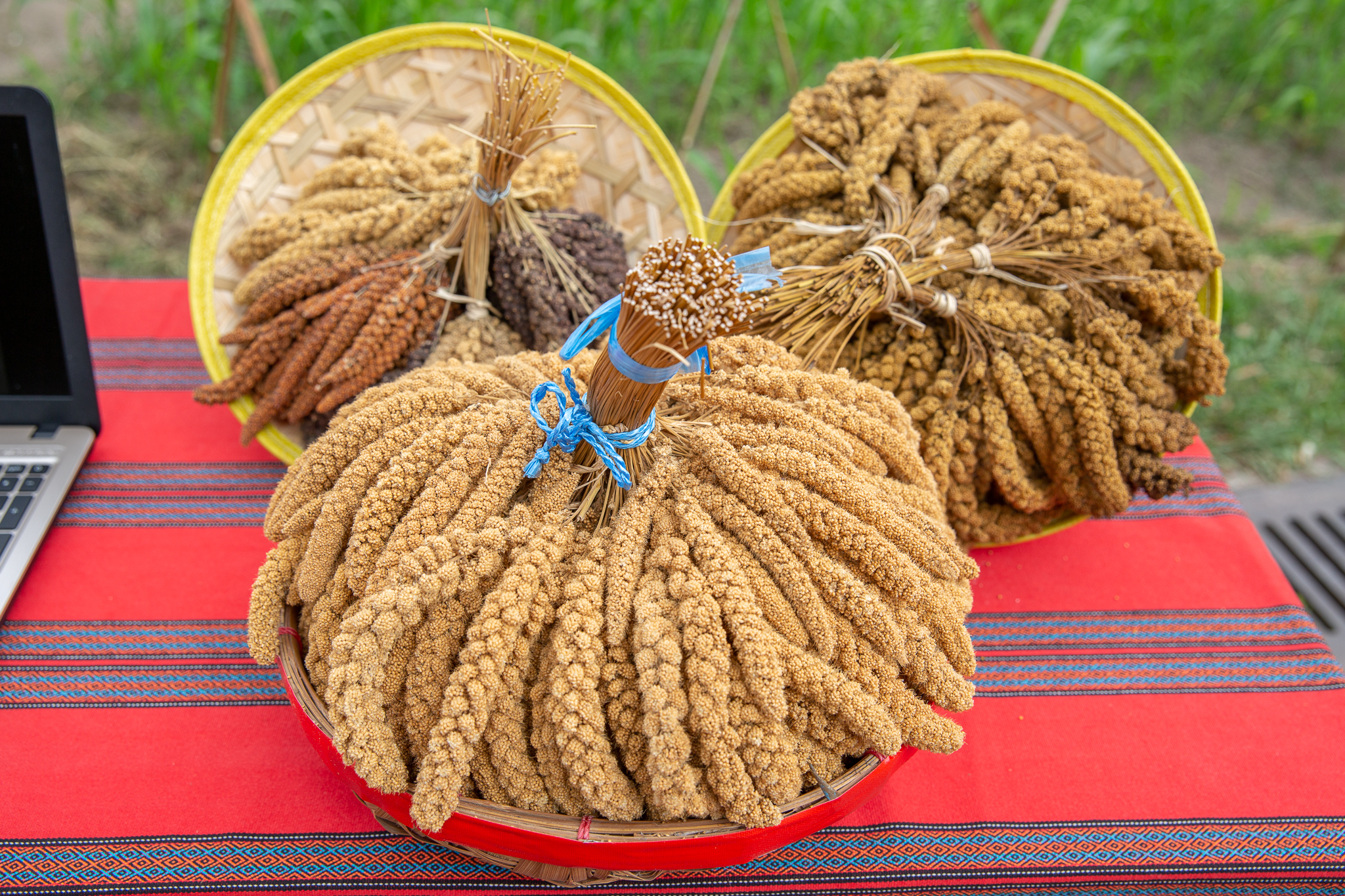
Geerntete Kolbenhirse

### Generative Merkmale
Der ährenrispige Blütenstand ist ohne Borsten meist 10 bis 25 (4 bis 30) Zentimeter lang und 2 bis 3 Zentimeter breit. Der Blütenstand ist mehr oder weniger gelappt, zur Reife überhängend. Beim Aufwärtsstreichen ist er rau aufgrund von Borstenzähnen. Die Blütenstandsachse ist dicht mit bis 2 Millimeter langen Flaumhaaren besetzt. Die ein bis drei Borsten unterhalb des Ährchens sind meist 8 bis 10 (2 bis 16) Millimeter lang. Morphologisch sind die Borsten taube Rispenäste. Das Ährchen ist 3 bis 3,5 Millimeter lang. Zur Reife fällt nur die oberste Blüte aus, die Hüllspelzen und die untere, sterile Blüte verbleibt an der Achse. Die untere Hüllspelze ist halb so lang wie das Ährchen. Die obere Deckspelze ist so lang wie das Ährchen, sie ist verdickt. Die Staubbeutel sind 0,8 bis 1,2 Millimeter lang. Die Blütezeit reicht von Juni bis Oktober. Es kommen sowohl Selbst- als auch Fremdbefruchtung vor.
Die Früchte sind 1,5 bis 2 Millimeter lang und im Umriss breit-elliptisch. Sie bleiben zur Reife von den Deckspelzen umschlossen. Je nach Sorte kann die Farbe Gelb, Orange, Rot oder Schwarz sein. Die Ausbreitung der Diasporen erfolgt epizoochor (Klettausbreitung) oder hemerochor (durch den Menschen).

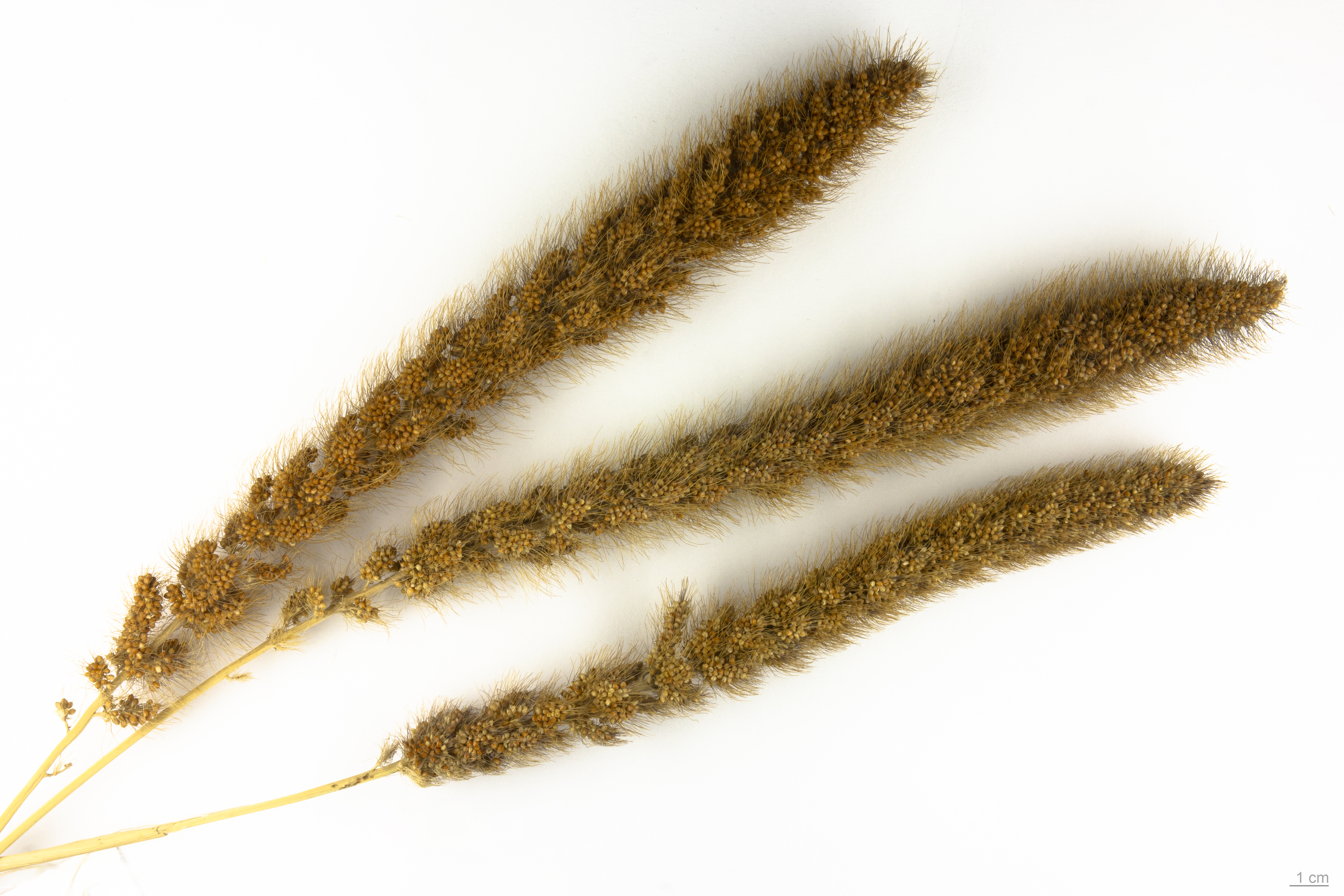
Setaria italica – Museum von Toulouse

### Inhaltsstoffe und Chromosomenzahl
Die Körner bestehen zu 10 % aus Wasser, 11,3 % Eiweiß, 4,3 % Fett, rund 62 % Kohlenhydraten, 7 % Rohfaser und 3 % Asche.
Die Chromosomenzahl beträgt 2n = 18.

## Verbreitung

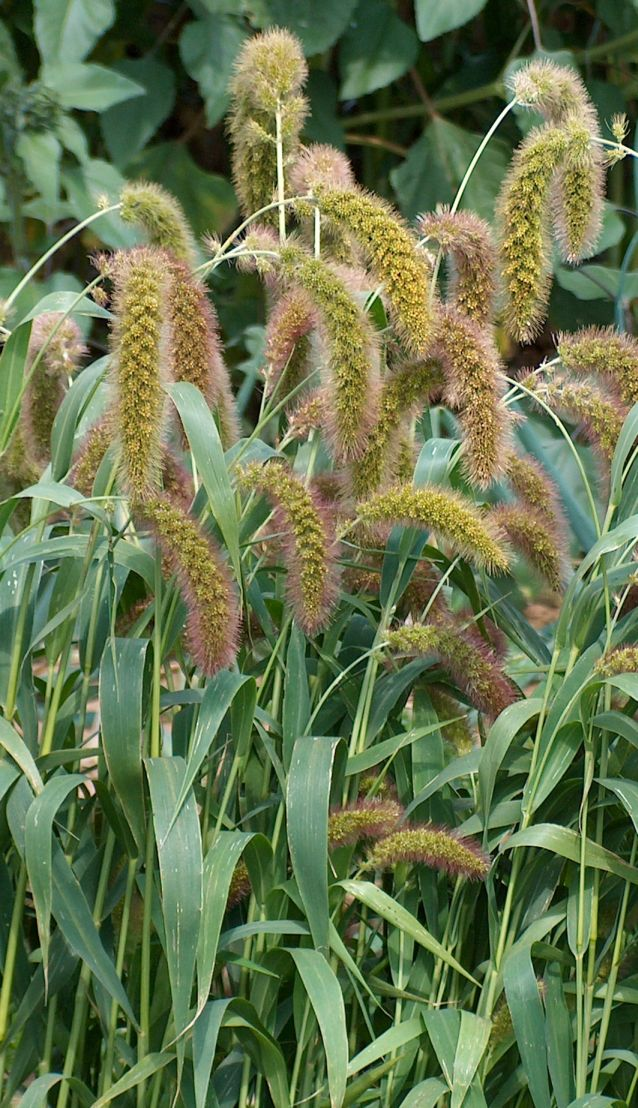
Reife Kolbenhirse

Die Kolbenhirse ist nur in Kultur bekannt. Sie stammt wahrscheinlich aus China. Ihre Verbreitung deckt sich mit den Anbaugebieten.
In Mitteleuropa ist sie auf der kollinen Höhenstufe verbreitet, kommt aber nur selten und unbeständig vor, meist nur verwildert. In Gärten oder kleinen Feldern wird sie als Vogelfutter angebaut. Sie wächst auf nährstoffreichen Lehm- und Sandböden. Zu finden ist sie vor allem auf Müllkippen, auf Bahnarealen und Häfen. Sie steigt in Graubünden bei Pradella bis 760 Meter Meereshöhe auf.
Die ökologischen Zeigerwerte nach Landolt et al. 2010 sind in der Schweiz: Feuchtezahl F = 2 (mäßig trocken), Lichtzahl L = 4 (hell), Reaktionszahl R = 4 (neutral bis basisch), Temperaturzahl T = 5 (sehr warm-kollin), Nährstoffzahl N = 4 (nährstoffreich), Kontinentalitätszahl K = 3 (subozeanisch bis subkontinental).

## Synonyme
Die Kolbenhirse ist auch unter den Namen Fuchsschwanzhirse, Fennich, Mohar, Vogelhirse, Deutsche Hirse, Italienische Hirse, Ungarische Hirse, Navane und Kangni bekannt.

## Anbau
Die Kolbenhirse zählt zu den Hirsen mit größerer Bedeutung. Die Hauptanbaugebiete liegen in (Nord-)China, Mittelasien, Afghanistan und Indien. Sie wird auch in Südostasien, Südosteuropa, Südafrika und Australien angebaut. In Europa und Amerika hat sie eine gewisse Bedeutung als Futtergras.
Die Kolbenhirse ist nicht trockenresistent. Die frühen Sorten brauchen 400 bis 500 mm Niederschlag, die späten bis zu 700 mm. Die Ansprüche an den Boden sind gering.
Die Erträge können an günstigen Standorten bis fünf Tonnen pro Hektar betragen, normale Erträge liegen unter einer Tonne pro Hektar. Bestimmte Sorten eignen sich aufgrund des höheren Kleberanteils auch zum Brotbacken.
Wirtschaftlich bedeutend ist der Befall mit dem Rostpilz Uromyces setariae-italicae.

## Taxonomie und Systematik
Die Kolbenhirse leitet sich als Kulturpflanze von der Grünen Borstenhirse (Setaria viridis) ab. Sie wurde 1753 von Carl von Linné in Species Plantarum Tomus I, S. 56 als Panicum italicum erstbeschrieben. Die Neukombination zu Setaria italica (L.) P.Beauv. wurde 1812 durch P.Beauv. in Essai d’une Nouvelle Agrostographie; ou Nouveaux Genres des Graminées; avec Figures représentant les Caractéres de tous le Genres. Imprimerie de Fain, S. 51 veröffentlicht.
Synonyme für Setaria italica sind Panicum italicum L. und Panicum glomeratum Moench.
Von der Kolbenhirse gibt es eine Reihe von Varietäten, die in zwei Sippen zusammengefasst werden, die als Unterarten oder Konvarietäten eingestuft werden:
- Große Kolbenhirse (Setaria italica (L.) P. Beauv. subsp. italica)
- Kleine Kolbenhirse oder Mohar (Setaria italica (L.) P. Beauv. subsp. moharia (Alef.) R. A. W. Herrm.): Sie besitzt kurze Borsten. Ihre Blütenrispe ist 5 bis 12 Zentimeter lang und steht aufrecht.[4] Sie wird als Vogelfutter angepflanzt.
- Unkraut-Kolbenhirse (Setaria italica subsp. pycnocoma (Steud.) de Wet): Ihr Halm hat einen Durchmesser von 4 bis 6 Millimetern. Ihre Blütenrispe ist bis 20 Zentimeter lang. Die Blätter sind bis 25 Millimeter breit. Sie wurde in Mitteleuropa als Unkraut in Maisfeldern in Kärnten, in der südlichen Steiermark und in Südtirol beobachtet.[8]

## Geschichte
Die Stammform der Kolbenhirse ist die Grüne Borstenhirse. Der Ort der Domestikation ist nicht gesichert, könnte aber in Afghanistan gewesen sein. Nur hier gibt es Übergangsformen zwischen den beiden Arten, die sich ansonsten nicht kreuzen.
In Nordchina wurde die Kolbenhirse zusammen mit der Rispenhirse (Panicum miliaceum) ab circa 2500 v. Chr. angebaut, damals als einzige Getreidearten. Auch nach Einführung von Weizen und Gerste blieben die beiden Hirsen die Grundnahrung des Volkes.
In Europa ist die Kolbenhirse nur aus Funden in den jungsteinzeitlichen Siedlungen am Bodensee bekannt. In der Eisenzeit war die Kolbenhirse die wichtigste Hirsenart in Portugal, Spanien, Italien und im Rheinland. Die Römer bezeichneten die Kolbenhirse als „panicum“ und bereiteten aus ihr mit Milch einen Brei. Plinius der Ältere nennt als Hauptanbaugebiete Gallien und die Po-Ebene.
In Mitteleuropa spielte die Kolbenhirse im Vergleich zur Rispenhirse nur eine untergeordnete Rolle. Ende des 19. Jahrhunderts wurde sie nur vereinzelt in Süddeutschland, Ober- und Niederösterreich und in Ungarn angebaut.